# Botanophila brunneilinea
Botanophila brunneilinea is een vliegensoort uit de familie van de bloemvliegen (Anthomyiidae). De wetenschappelijke naam van de soort is voor het eerst geldig gepubliceerd in 1845 door Johan Wilhelm Zetterstedt.